# Mistrzostwa Polski w Boksie 1937
14. Mistrzostwa Polski w boksie mężczyzn odbyły się w dniach 24-25 kwietnia 1937 roku w Poznaniu.
Eliminacje odbyły się 10 i 11 kwietnia w Białymstoku, Grudziądzu, Krakowie i Lublinie. Po raz pierwszy stoczono pojedynki o 3. miejsce.

## Medaliści
| Kategoria:                    | Złoto:                             | Srebro:                                | Brąz:                                        |
| waga musza (do 50,8 kg)       | Leon Rundstein (Makabi Warszawa)   | Leon Pawlica (PKS Katowice)            | Stanisław Stachurski (KSZO Ostrowiec)        |
| waga kogucia (do 53,5 kg)     | Zygmunt Koziołek (Warta Poznań)    | Bernard Jarząbek (IKB Świętochłowice)  | Stanisław Zalewski (PKS Lublin)              |
| waga piórkowa (do 57,2 kg)    | Mieczysław Chrostek (Wawel Kraków) | Edmund Kowalski (Strzelec Gdynia)      | Bronisław Piotrowicz (Jagiellonia Białystok) |
| waga lekka (do 61,2 kg)       | Stanisław Woźniakiewicz (IKP Łódź) | Tadeusz Błażejewski (PZL Warszawa)     | Jaworski (Gedania Gdańsk)                    |
| waga półśrednia (do 66,7 kg)  | Janisław Sipiński (Warta Poznań)   | Antoni Kolczyński (Fort Bema Warszawa) | Cudyk Akermann (Unia Warszawa)               |
| waga średnia (do 72,6 kg)     | Józef Pisarski (Okęcie Warszawa)   | Witold Majchrzycki (Sokół Poznań)      | Mieczysław Bartosiak (Zjednoczone Łódź)      |
| waga półciężka (do 79,4 kg)   | Franciszek Szymura (Warta Poznań)  | Kazimierz Doroba (Legia Warszawa)      | Walenty Pietrzak (IKP Łódź)                  |
| waga ciężka (powyżej 79,4 kg) | Stanisław Piłat (Warta Poznań)     | Piotr Mizerski (Legia Warszawa)        | Jan Klimecki (HCP Poznań)                    |